# 北畠具房
北畠 具房（きたばたけ ともふさ）は、戦国時代から安土桃山時代にかけての大名・公家。伊勢国司北畠家の第9代当主。

## 生涯
天文16年（1547年）第8代当主・北畠具教の嫡男として生まれる。
天文24年（1555年）従五位下・侍従に叙任され、弘治3年（1557年）左近衛少将に転じた。永禄6年（1563年）父・具教の隠居に伴って、具房は家督を相続している。
永禄12年（1569年）8月、織田軍に大河内城（現在の三重県松阪市）を攻められ、籠城して死守するも、10月に父とともに織田信長と和睦した（大河内城の戦い）。和睦の条件として、信長の次男・茶筅丸（のちの織田信雄）を養嗣子として迎えることになる。ただし、谷口克広はこの戦いではむしろ織田方が次第に劣勢となり、信長の要請を受けた将軍・足利義昭の仲介で和議に入ったとする説を出している。また、久野雅司は信長が茶筅丸の入嗣を強要したことで義昭の不快感を招き、信長と義昭の対立のきっかけになった事件とする見方をしている。
天正3年（1575年）茶筅丸が具豊として北畠家の家督を継ぐと、具房は中の御所と敬称されるようになる。
天正4年（1576年）11月、大台の三瀬台に隠棲していた父・具教が信長・信意（具豊改め）父子によって殺害される（三瀬の変）と、具房は幽閉の身となり、その身柄を滝川一益に預けられて安濃郡河内に3年間幽閉された。
のちに幽閉は解かれ、名を信雅（のぶまさ）に改めた。その直後の天正8年（1580年）1月5日に京で死去。享年34。

## 官歴
『歴名土代』による。
- 天文24年（1555年） 7月：従五位下、侍従
- 弘治3年（1557年） 8月2日：左近衛少将

## 人物・逸話
- かなりの肥満体であり、馬に乗ることができなかったといわれる。父・具教と大河内城に篭城した際には、敵方の織田軍から「大腹御所の餅喰らい」とからかわれている。このような具房に、塚原卜伝の高弟・具教は不満を感じていたらしく、『勢州軍記』は具房は父から疎外されていたと記している。
- 昌教という落胤があったとされており、昌教の名は北畠氏の系図でも確認できる。ただし具房には嗣子がなく、そのために中院通勝の次男・親顕を養子に迎えたとされていることから、昌教の実在には疑問がある。
- 丹波柏原藩士系図によると具房には一女があり、信雄に養われて織田高長の寵臣中山正就に嫁いで一男一女を産んだとされる。

## 系譜
- 父：北畠具教（1528-1576）
- 母：北の方 - 六角定頼の娘
- 妻：不詳
  - 男子：北畠昌教?
  - 女子
- 養子
  - 男子：北畠具豊（1558-1630） - 織田信長の次男